# Conus richardsae
Espèce
Statut de conservation UICN

 DD  : Données insuffisantes
Conus richardsae est une espèce de mollusques gastéropodes marins de la famille des Conidae.
Comme toutes les espèces du genre Conus, ces escargots sont prédateurs et venimeux. Ils sont capables de « piquer » les humains et doivent donc être manipulés avec précaution, voire pas du tout.

## Description
La taille de la coquille varie entre 32 mm et 48 mm.

## Distribution
Cette espèce marine est présente au large des Philippines et de la Nouvelle-Calédonie.

### Niveau de risque d’extinction de l’espèce
Selon l'analyse de l'UICN réalisée en 2011 pour la définition du niveau de risque d'extinction, cette espèce est distribuée aux Philippines et en Nouvelle-Calédonie. Elle est connue pour être très rare. Bien qu'il n'y ait aucune menace connue pour cette espèce, en raison du manque de données et de sa rareté, elle est inscrite dans la catégorie Données insuffisantes.

## Taxonomie

### Publication originale
L'espèce Conus richardsae a été décrite pour la première fois en 1992 par les malacologistes Dieter Röckel (d) et Werner Korn.

### Synonymes
- Conus (Splinoconus) richardsae Röckel & Korn, 1992 · appellation alternative
- Conus luteus richardsae Röckel & Korn, 1992 · non accepté
- Isoconus richardsae (Röckel & Korn, 1992) · non accepté
- Kioconus (Isoconus) richardsae (Röckel & Korn, 1992) · non accepté